# Richard Simon
Richard Simon (født 13. maj 1638, død 11. april 1712) var en fransk romerskkatolsk teolog og oratorianer.
Han blev født i Dieppe og indlagde sig navnlig inden for isagogikken store fortjenester. Han er den første, som for alvor har forsøgt at betragte Bibelen, det gamle såvel som det ny testamente, fra et litterært kritisk standpunkt, altså som en litteratursamling.
Det var dog ikke den specifikke indledning, nemlig indledningen til de enkelte skrifter, men den almindelige indledning til kanon, hvormed Simon beskæftigede sig, og hans undersøgelser vedrørte atter nærmere tekstens, oversættelsernes og fortolkningens historie.
Hans hovedværker, der af samtiden blev modtaget med mistro eller direkte undertrykkelse, er Histoire critique du Vieux Testament (1678). Histoire critique du Texte du Noveau Testament (1689), Histoire critique des versions du N. Test. (1690) og Histoire critique des principaux commentateurs du N. Test. (1693).
1702 udgav Simon en ny oversættelse af det ny testamente på fransk med anmærkninger.